# Ordre d'Alphonse X le Sage
 (août 2025).
Si vous disposez d'ouvrages ou d'articles de référence ou si vous connaissez des sites web de qualité traitant du thème abordé ici, merci de compléter l'article en donnant les références utiles à sa vérifiabilité et en les liant à la section « Notes et références ».
L’ordre d'Alphonse X le Sage est une décoration honorifique espagnole. Elle récompense les mérites dans les domaines de l’éducation, de la science ou de la culture. Elle est nommée d'après Alphonse X de Castille.

## Historique
L'ordre a été créé en 1939. Son organisation actuelle date de 1988.

## Grades
L'ordre comprend les grades suivants ou catégories :
- Pour les personnes physiques:
  - Collar (Ccollier).  Il est seulement attribué à des chefs d'État ou de Gouvernement, présidents des hautes institutions de l'État et présidents d'organisations internationales.
  - Gran Cruz (crand-croix). Uniquement attribuée à des personnes physiques espagnoles ou étrangères qui ont contribué de manière extraordinaire au développement de l'éducation, la science, la culture, l'enseignement ou la recherche, à condition que soit patent le niveau exceptionnel de leurs mérites.
  - Encomienda con placa (commandeur avec plaque).
  - Encomienda (commandeur).
  - Cruz (croix).
  - Medalla (médaille).
- Pour des personnes juridiques et des entités :
  - Corbata (cravate).
  - Placa de honor (plaque d'honneur).

Les catégories de Collar, Gran Cruz, Encomienda con Placa et Corbata ont un caractère contingenté, et le nombre  ne peut excéder celui de 6, 500, 700 et 350 récipiendaires, respectivement.
| Insignes |                                       |            |       |          |
|          |                                       |            |       |          |
| Collier  | Grand-croix et Commandeur avec plaque | Commandeur | Croix | Médaille |

| Rubans                 |                      |
| Collier et Grand-croix | Reste des catégories |